# Глушино
Глушино (пол. Głuszyno) — село в Польщі, у гміні Потенгово Слупського повіту Поморського воєводства.
Населення — 297 осіб (2011).
У 1975-1998 роках село належало до Слупського воєводства.

## Демографія
Демографічна структура станом на 31 березня 2011 року:
|          | Загалом | Допрацездатний вік | Працездатний вік | Постпрацездатний вік |
| -------- | ------- | ------------------ | ---------------- | -------------------- |
| Чоловіки | 145     | 36                 | 105              | 4                    |
| Жінки    | 152     | 50                 | 82               | 20                   |
| Разом    | 297     | 86                 | 187              | 24                   |